# Majol
Majol – imię męskie pochodzenia łacińskiego, od słowa oznaczającego "maj". Patronem tego imienia jest św. Majol, opat Cluny (X wiek).
Majol imieniny obchodzi 11 maja.